# (26379) 1999 HZ1
(26379) 1999 HZ1 est un astéroïde Apollon découvert en 1999.

## Description
(26379) 1999 HZ1 a été découvert le 20 avril 1999 à l'observatoire Magdalena Ridge, situé dans le comté de Socorro, au Nouveau-Mexique (États-Unis), par le projet Lincoln Near-Earth Asteroid Research (LINEAR).

### Caractéristiques orbitales
L'orbite de cet astéroïde est caractérisée par un demi-grand axe de 1,61 UA, un périhélie de 0,68 UA, une excentricité de 0,58 et une inclinaison de 8,69° par rapport à l'écliptique. Du fait de ces caractéristiques, à savoir un demi-grand axe supérieur à 1 UA et un périhélie inférieur à 1,017 UA, il est classé comme astéroïde Apollon.

### Caractéristiques physiques
(26379) 1999 HZ1 a une magnitude absolue (H) de 18,0 et un albédo estimé à 0,142.